# Vera (Sängerin)
Vera Katharina Doppler (* 21. Juli 1986 in Vöcklabruck; geb. Böhnisch; auch bekannt als Veralovesmusic) ist eine österreichische Nu-Soul- und R&B-Sängerin. Seit Ende 2006 tritt sie auch unter dem Künstlernamen L’Enfant Terrible auf.

## Karriere
Mit 13 Jahren nahm sie 1999 am Kiddy Contest teil. Bekannt wurde sie durch die Castingshow Starmania. Sie war mit 16 Jahren die jüngste Teilnehmerin der ersten Staffel.
Trotz ihres frühen Ausscheidens erhielt sie einen Plattenvertrag. Neben Christina Stürmer ist sie die einzige Teilnehmerin der ersten Staffel von Starmania, die ihre Plattenverträge behalten konnte.
Im Jahr 2003, einige Monate nach Starmania, erschien ihr Debütalbum Get Ur Funk Done, welches sich gut in Österreich verkaufte. Auf dem Album war unter anderem auch eine englische Version (d.e.b.u.t.) ihrer ersten Single Anders zu finden.
2003 trat sie in der Folge Tödliches Dreieck als junge Sandra in der Fernsehserie SOKO Kitzbühel auf.
Ein Jahr später veröffentlichte sie ihr zweites Album Welcome to my Record Bag. Darauf sind Coverversionen berühmter Songs der 70er und 80er Jahre.
Von 2006 an feilte sie – laut eigenen Angaben – an der Produktionstechnik. Daneben steuerte sie Tracks auf Longplayern mehrerer Musiker bei.
2008 veröffentlichte sie ihre Single Dear Ladies als Vorboten für das im darauffolgenden Spätsommer erscheinende Album Introducing L’Enfant Terrible. Das Album entstand in Zusammenarbeit mit den Produzenten TwinTowas, David Lackner (Davoodi) sowie mit DJ Buzz und Bionickid von der Hip-Hop-Crew Waxolutionists.
2009 sang sie gemeinsam mit Monika Ballwein die Vocal-Parts der Jingles des österreichischen Radiosenders KroneHit ein.
Die 2009 veröffentlichte Single Take Me High wurde der Titelsong von Austria’s Next Topmodel, schaffte jedoch keine Platzierung in den Charts. Im selben Jahr gewann sie mit Dear Ladies den Amadeus Austrian Music Award in der Kategorie „Song“.

## Diskografie

### Alben
- Get Ur Funk Done (2003)
- Welcome to My Record Bag (2004)
- Introducing L’Enfant Terrible (2008)

### Singles
- Anders (2003)
- Lil' & Addict (2003)
- Tonite (2004)
- Sign Your Name (2004)
- Dear Ladies (2008)
- Take Me High (2009)
- Thanks but No Thanks (2009)
- Anywhere You Wanna Go (Hot Pants Road Club & Vera; 2009)
- Those Nights (2009)
- Countryman (2010)
- Thelma & Louise (Tom Novy & Veralovesmusic feat. PvHV, 2011)
- The Right Time (Tom Novy & Veralovesmusic, 2012)
- Time Might Tell (Tom Novy & Veralovesmusic, 2014)
- Flashlights (Tom Novy & Veralovesmusic, 2015)
- Magic Happens (Tom Novy & Veralovesmusic, 2017)
- Too Lost in You (Tom Novy & Veralovesmusic, 2021)
- Magic Happens 2022 (Tom Novy & Veralovesmusic, 2022)